# China bajo el Kuomintang (1925-1949)
El Gobierno Nacional de la República de China, también descrita como la Segunda República de China, o simplemente en Occidente como China nacionalista o Gobierno nacionalista, se refiere al régimen de la República de China desde el 1 de julio de 1925 hasta el 7 de diciembre de 1949, dirigido por el Kuomintang (KMT). El nombre deriva del nombre traducido del KMT "Partido Nacionalista".
Después del estallido de la Revolución de Xinhai el 10 de octubre de 1911, el líder revolucionario Sun Yat-sen fue elegido presidente provisional y fundó el Gobierno provisional de la República de China. Para preservar la unidad nacional, Sun cedió la presidencia al hombre fuerte militar Yuan Shikai, quien estableció el Gobierno de Beiyang. Después de un intento fallido de instalarse como emperador de China, Yuan murió en 1916, dejando un vacío de poder que resultó en la división de China en varios feudos de señores de la guerra y gobiernos rivales. Fueron reunificados nominalmente en 1928 por el gobierno con sede en Nankín dirigido por el generalísimo Chiang Kai-shek, que después de la Expedición del Norte gobernó el país como un Estado de un solo partido bajo el Kuomintang, y posteriormente recibió reconocimiento internacional como el representante legítimo de China.
A finales de la guerra civil china, el territorio del gobierno del Kuomintang se vio reducido frente a la reciente creada República Popular China, a zonas marginales limítrofes en el oeste chino y a islas en el Pacífico, siendo la principal Taiwán, que luego de la rendición de Japón en 1945 fue elevada a calidad de provincia. Para diciembre de 1949 el Gobierno nacionalista viendo su inminente colapso en la China continental se moviliza a la isla, esto haría que el gobierno del Kuomintang y por ende del Estado se vea reducido en la práctica totalidad en la provincia de Taiwán y algunas partes insulares de la provincia de Fujiang.

## Historia
La república sobreviviente más antigua de Asia oriental, la República de China se estableció formalmente el 1 de enero de 1912 en China continental después de la Revolución de Xinhai, que comenzó con el Levantamiento de Wuchang el 10 de octubre de 1911, reemplazando a la Dinastía Qing y terminando más de dos mil años de gobierno imperial en China. La autoridad central aumentó y disminuyó en respuesta a  caudillismo (1915-1928), invasión japonesa (1937-1945), y la guerra civil china (1927-1949), con la autoridad central más fuerte durante la Década de Nankín (1927-1937), cuando la mayor parte de China quedó bajo el control del Kuomintang (KMT) bajo un estado unipartidista autoritario.
Al final de la Segunda Guerra Mundial en 1945, el Imperio de Japón cedió el control de Taiwán y sus grupos de islas a los Aliados, y Taiwán quedó bajo el control administrativo de la República de China. La legitimidad de esta transferencia está en disputa y es otro aspecto del estado político en disputa de Taiwán.
Después de la Segunda Guerra Mundial, la guerra civil entre el gobernante Kuomintang y el Partido Comunista de China (PCCh) se reanudó, a pesar de los intentos de mediación de los Estados Unidos. El Gobierno nacionalista comenzó a redactar la Constitución de la República de China bajo una Asamblea Nacional, pero fue boicoteado por los comunistas. Con la promulgación de la constitución, el Gobierno nacionalista se abolió y fue reemplazado por el gobierno de la República de China. Tras la pérdida de la Guerra Civil, el Gobierno nacionalista se retiró y trasladó su capital a Taipéi mientras afirmaba que eran el gobierno legítimo de la parte continental.

### Fundación

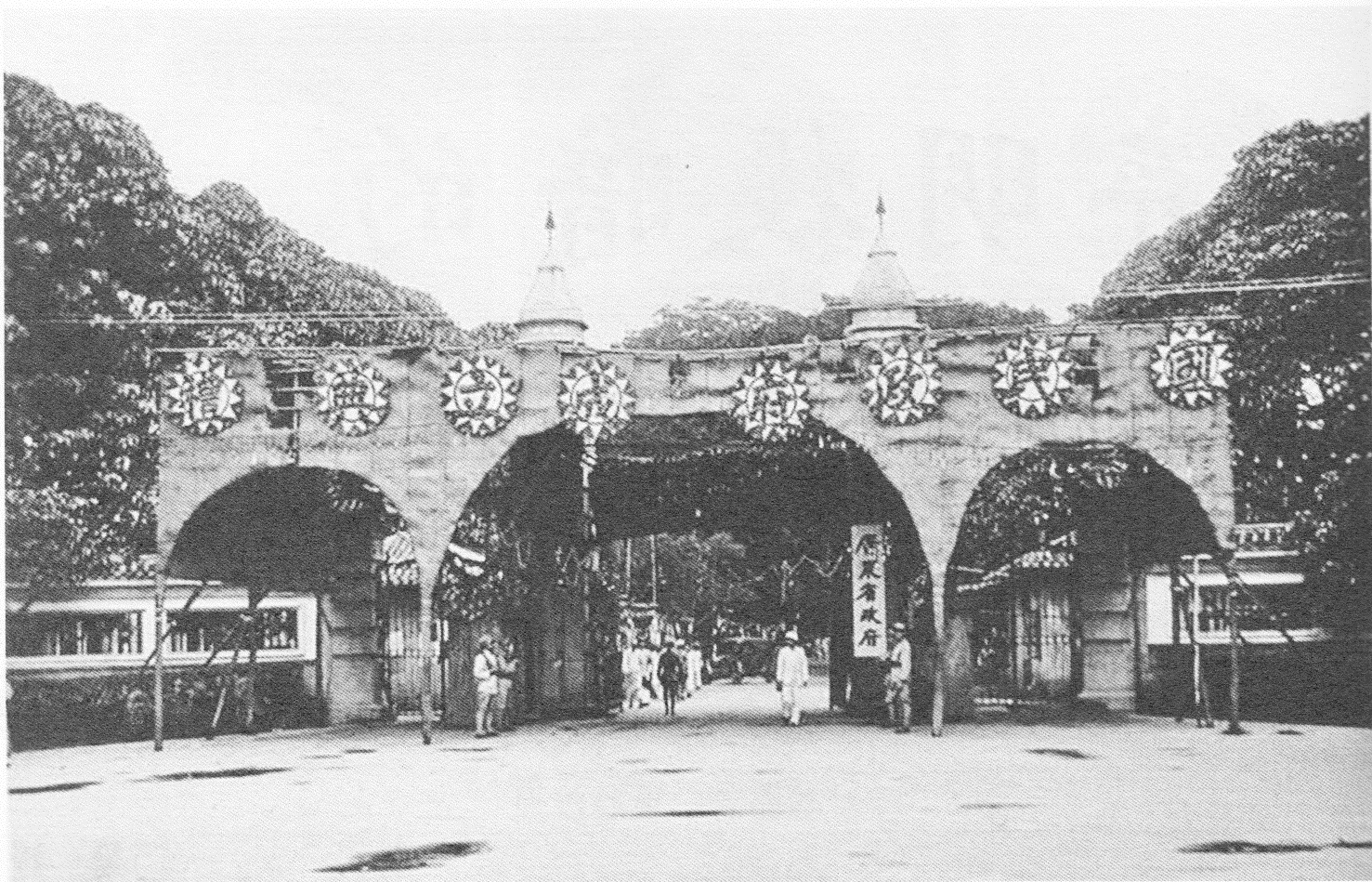
Sede del Gobierno Provincial de Guangdong después de que éste se trasladara a Wuhan en diciembre de 1926. El emplazamiento original era del actual Departamento Provincial de Asuntos Civiles de Guangdong, que en su día fue la oficina de los gobernadores de Guangdong y Guangxi.

Después de la muerte de Sun el 12 de marzo de 1925, cuatro meses después, el 1 de julio de 1925, se estableció en Guangzhou el Gobierno Nacional de la República de China.
Al año siguiente, Chiang Kai-shek se convirtió en el líder de facto del Kuomintang (KMT), o Partido Nacionalista de China. Chiang dirigió la Expedición del Norte a través de China con la intención de derrotar a los caudillos y unificar el país. Chiang recibió la ayuda de la Unión Soviética y el Partido Comunista chino; sin embargo, pronto despidió a sus asesores soviéticos. Estaba convencido, no sin razón, de que querían deshacerse del KMT (también conocido como el Partido Nacionalista Chino) y hacerse cargo.
Chiang decidió atacar primero y purgó a los comunistas, matando a miles de ellos. Al mismo tiempo, se produjeron otros conflictos violentos en el sur de China, donde el Partido Comunista presentó números superiores y masacró a los partidarios nacionalistas. Estos eventos finalmente llevaron a la guerra civil china entre el Partido Nacionalista y el Partido Comunista. Chiang Kai-shek empujó al Partido Comunista hacia el interior mientras intentaba destruirlos, y trasladó al Gobierno Nacionalista a Nankín en 1927. Los izquierdistas dentro del KMT aún aliados con los comunistas, liderados por Wang Jingwei, habían establecido un Gobierno nacionalista rival en Wuhan dos meses antes, pero pronto se unieron a Chiang en Nankín en agosto de 1927. Para el año siguiente, el ejército de Chiang había capturado a Beijing después de derrocar al Gobierno de Beiyang y unificó a toda la nación, al menos nominalmente, marcando el comienzo de la Década de Nankín.

### Década de Nankín y guerra con Japón

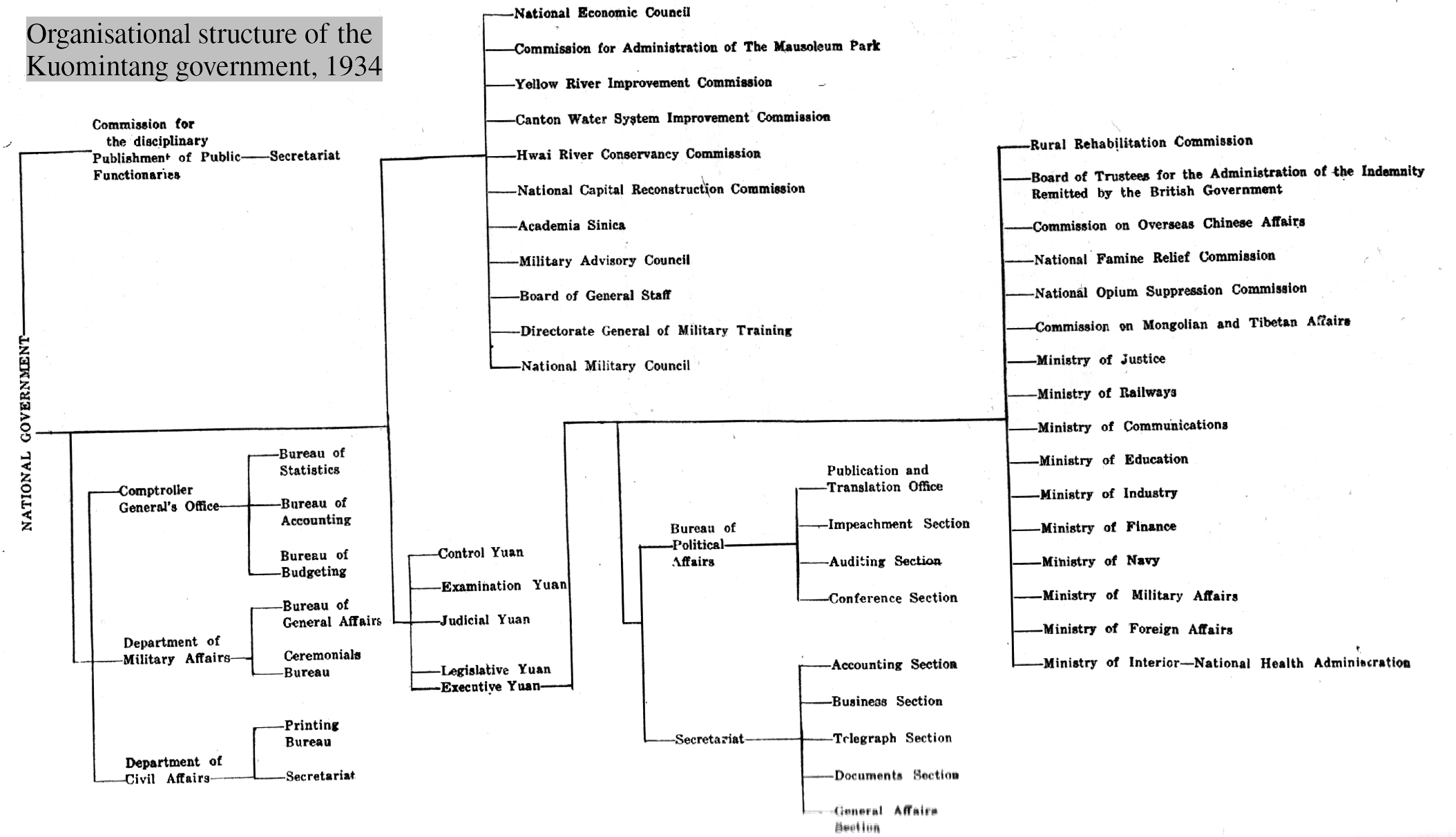
Organigrama del régimen del KMT (1934).

Según la teoría de las "Tres etapas de la revolución" de Sun Yat-sen, el KMT debía reconstruir China en tres fases: la primera etapa fue la unificación militar, que se llevó a cabo con la Expedición del Norte; el segundo era la "tutela política", que era un gobierno provisional dirigido por el KMT para educar a las personas sobre sus derechos políticos y civiles, y la tercera etapa era el gobierno constitucional. Para 1928, los nacionalistas, habiendo asumido el poder militarmente y reunificado China, comenzaron la segunda fase, promulgando una constitución provisional y comenzando el período de la llamada "tutela". El KMT fue criticado por instituir el autoritarismo, pero afirmó que estaba tratando de establecer una sociedad democrática moderna.
Entre otras instituciones, crearon en ese momento la Academia Sínica, el Banco Central de China y otras agencias. En 1932, China envió un equipo por primera vez a los Juegos Olímpicos. Los historiadores, como Edmund Fung, argumentan que establecer una democracia en China en ese momento no era posible. La nación estaba en guerra y dividida entre comunistas y nacionalistas. La corrupción dentro del gobierno y la falta de dirección también impidieron que se llevara a cabo una reforma significativa. Chiang se dio cuenta de la falta de trabajo real dentro de su administración y le dijo al Consejo de Estado: "Nuestra organización empeora cada vez más... muchos miembros del personal simplemente se sientan en sus escritorios y miran al espacio, otros leen periódicos y otros duermen". El Gobierno nacionalista escribió un borrador de Constitución el 5 de mayo de 1936. Los asesinatos en masa bajo los nacionalistas eran comunes con millones de personas asesinadas. Los asesinatos en masa notables incluyen muertes por reclutamiento forzado del ejército y el terror blanco.

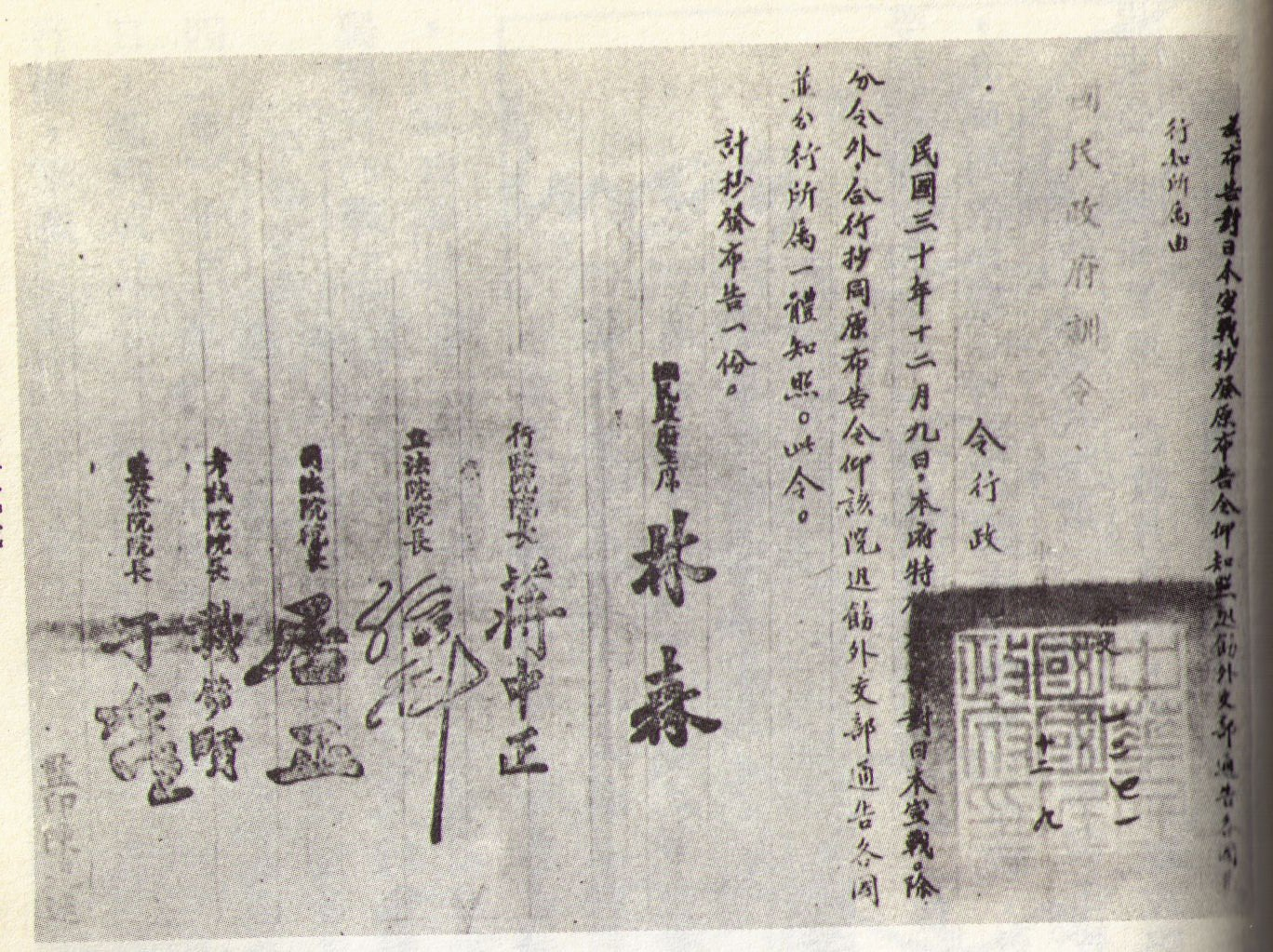
Declaración de guerra contra Japón por el Gobierno nacionalista de Chongqing el 9 de diciembre de 1941

Los nacionalistas enfrentaron un nuevo desafío con la invasión japonesa de Manchuria en 1931, y las hostilidades continuaron durante la segunda guerra sino-japonesa, parte de la Segunda Guerra Mundial, de 1937 a 1945. El gobierno de la República de China se retiró de Nankín a Chongqing. En 1945, después de la guerra de ocho años, Japón se rindió y la República de China, bajo el nombre de "China", se convirtió en uno de los miembros fundadores de las Naciones Unidas. El gobierno regresó a Nankín en 1946.

### Después de la Segunda Guerra Mundial
Después de la derrota de Japón durante la Segunda Guerra Mundial, Taiwán se entregó a los Aliados, y las tropas de la República de China aceptaron la rendición de la guarnición japonesa. El gobierno de la República de China proclamó la "retrocesión" de Taiwán a la República de China y estableció un gobierno provincial en la isla. La administración militar de la República de China se extendió sobre Taiwán, lo que provocó disturbios generalizados y crecientes tensiones entre los taiwaneses locales y los continentales. El tiroteo de un civil el 28 de febrero de 1947 desencadenó un descontento en toda la isla, que fue brutalmente reprimido con fuerza militar en lo que ahora se conoce como el Incidente del 28 de febrero. Las estimaciones principales de bajas varían entre 18,000 y 30,000, principalmente las élites taiwanesas. El incidente del 28 de febrero ha tenido efectos de largo alcance en la historia posterior de Taiwán.
De 1945 a 1947, bajo la mediación de los Estados Unidos, especialmente a través de la Misión Marshall, los nacionalistas y comunistas acordaron iniciar una serie de conversaciones de paz con el objetivo de establecer un gobierno de coalición. Las dos partes acordaron abrir conversaciones multipartidistas sobre reformas políticas posteriores a la Segunda Guerra Mundial a través de una Conferencia Consultiva Política. Esto se incluyó en el Acuerdo Décimo Doble. Este acuerdo fue implementado por el Gobierno Nacionalista, que organizó la primera Asamblea Consultiva Política del 10 al 31 de enero de 1946. Representantes del Kuomintang, el Partido Comunista de China, el Partido de la Juventud China y la Liga Democrática de China, así como delegados independientes, asistieron a la conferencia en Chongqing. Sin embargo, poco después, las dos partes no lograron llegar a un acuerdo y la guerra civil se reanudó. En el contexto de la animosidad política y militar, la Asamblea Nacional fue convocada por los nacionalistas sin la participación de los comunistas y promulgó la Constitución de la República de China. La constitución fue criticada por los comunistas, y condujo a la ruptura final entre las dos partes. La guerra civil a gran escala se reanudó desde principios de 1947.
Después de las elecciones a la Asamblea Nacional, la Asamblea Nacional adoptó el proyecto de Constitución el 25 de diciembre de 1946, promulgado por el Gobierno Nacional el 1 de enero de 1947, y entró en vigencia el 25 de diciembre de 1947. La Constitución fue vista como la tercera y última etapa del Kuomintang en el intento de reconstrucción del país. Chiang Kai-shek también fue elegido como el primer presidente de la República de China en virtud de la constitución por la Asamblea Nacional en 1948, con Li Zongren elegido como vicepresidente. El Gobierno nacionalista fue abolido el 20 de mayo de 1948, después de que se estableciera el gobierno de la República de China con la inauguración presidencial de Chiang. Los comunistas, aunque invitados a la convención que lo redactó, boicotearon y declararon después de la ratificación que no solo no reconocería la constitución de la República de China, sino que todos los proyectos de ley aprobados por la administración nacionalista también serían descartados. Zhou Enlai desafió la legitimidad de la Asamblea Nacional en 1947 por acusación al KMT de recoger a mano a los miembros de la Asamblea Nacional 10 años antes; alegando que así no podían representar legítimamente al pueblo chino.

## Gobierno

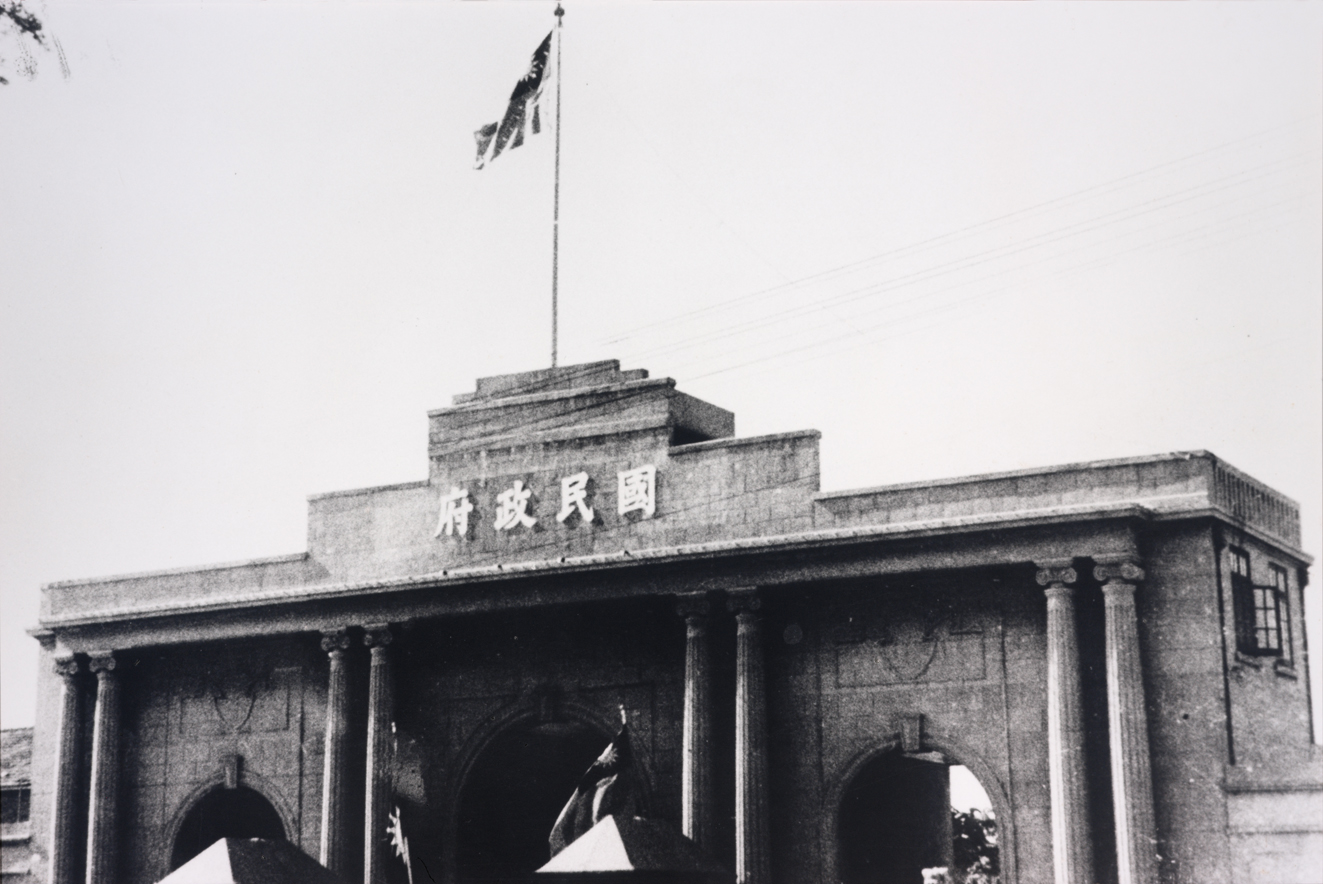
Sede el Gobierno Nacional en Nankín.

El Gobierno Nacional gobernó bajo un aparato estatal de partido dual conocido como Dang Guo, convirtiéndolo efectivamente en un Estado unipartidista; sin embargo, los partidos existentes continuaron funcionando y se formaron otros nuevos. Después del final de la Segunda Guerra Mundial, y particularmente después de la aprobación de la constitución en 1946, el Gobierno Nacional fue reconstituido para incluir múltiples partidos, en preparación para un gobierno democrático pleno por venir.
En febrero de 1928, la cuarta sesión plenaria del II Congreso Nacional del Kuomintang, celebrada en Nankín, aprobó la Ley de Reorganización del Gobierno Nacional. Esta ley estipulaba que el gobierno nacional sería dirigido y regulado por el Comité Ejecutivo Central del Kuomintang, y el Comité del Gobierno nacionalista sería elegido por el Comité Central del KMT. Bajo el Gobierno nacionalista había siete ministerios: Interior, Relaciones Exteriores, Finanzas, Transporte, Justicia, Agricultura y Minas y Comercio.
Con la promulgación de la Ley Orgánica del Gobierno Nacional en octubre de 1928, el gobierno se reorganizó en cinco ramas diferentes o Yuan, a saber, el Yuan Ejecutivo, el Yuan Legislativo, el Yuan Judicial, el Yuan de Examinación y el Yuan de Control. El presidente del Gobierno Nacional sería el jefe de Estado y comandante en jefe del Ejército Nacional Revolucionario. Chiang Kai-shek fue nombrado primer presidente del Gobierno Nacional, cargo que mantendría hasta 1931. La Ley Orgánica también estipulaba que el Kuomintang, a través de su Congreso Nacional y el Comité Ejecutivo Central, ejercería el poder soberano durante el período de tutela política, y que el Consejo Político del KMT orientaría y supervisaría al Gobierno Nacional en la ejecución de los asuntos nacionales importantes y que el consejo tenga la facultad de interpretar o modificar la ley orgánica.

### Violaciones de derechos humanos

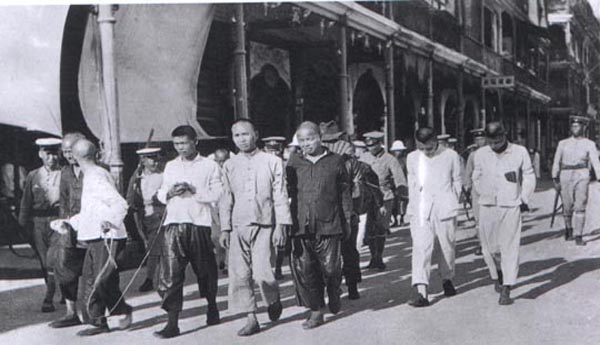
Tropas del KMT acorralan a prisioneros comunistas para su ejecución.

El Gobierno nacionalista de China ha sido acusado de asesinatos en masa, ya que Rudolph Rummel estima que el Gobierno nacionalista de China es responsable de entre 6 y 18,5 millones de muertes. Él atribuye este número de muertes a algunas causas importantes, por ejemplo:
- 1 millón de civiles chinos murieron de hambre o murieron para defenderse del avance comunista
- Cientos de miles de campesinos y comunistas asesinados en represión política.
- 1,75 a 2,5 millones de chinos muriendo de hambre debido a la confiscación de cereales y la venta a otros campesinos en beneficio de los funcionarios del Gobierno nacionalista.
- 4,2 millones de chinos perecieron antes de entrar en combate debido a que murieron de hambre o murieron a causa de la enfermedad durante las campañas de reclutamiento.
- 440.000 a 893.000 civiles chinos perecieron en una inundación provocada por los nacionalistas para detener un avance japonés.

## Ejército

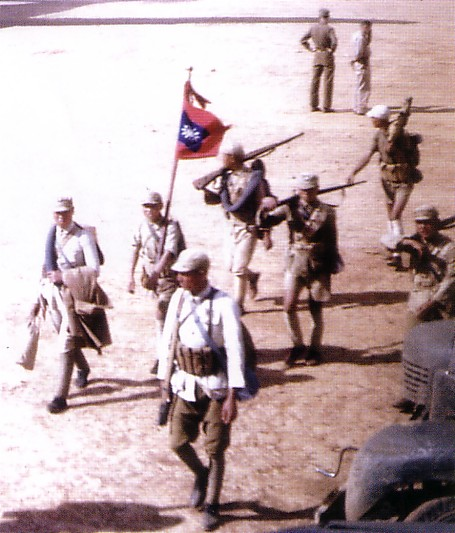
El ENR durante la Segunda Guerra Mundial.

El Ejército Nacional Revolucionario (ENR), antes de 1928 a veces abreviado a 革命軍 o Ejército Revolucionario y entre 1928 y 1947 como 國軍 o Ejército Nacional fue el brazo militar del Kuomintang (KMT) desde 1925 hasta 1947, así como el ejército nacional de la República de China durante el período de gobierno unipartidista del KMT a partir de 1928.
Originalmente organizado con ayuda soviética como un medio para que el KMT unificara a China contra el caudillismo, el Ejército Nacional Revolucionario luchó contra importantes enfrentamientos en la Expedición del Norte contra los caudillos del Ejército de Beiyang, en la segunda guerra sino-japonesa contra el Ejército Imperial Japonés, y en la guerra civil china contra el Ejército Popular de Liberación.
Durante la segunda guerra sino-japonesa, las fuerzas armadas del PCCh se incorporaron nominalmente al Ejército Nacional Revolucionario (mientras conservaban los comandos separados), pero se separaron para formar el Ejército Popular de Liberación poco después del final de la guerra. Con la promulgación de la Constitución de la República de China en 1947 y el fin formal del partido-estado del KMT, el Ejército Nacional Revolucionario pasó a llamarse Fuerzas Armadas de la República de China (中華民國國軍), con la mayor parte de sus fuerzas formando el Ejército de la República de China, que se retiró a Taiwán en 1949.
El ejército se formó mediante campañas de reclutamiento forzoso sangrientas e inhumanas; Rudolph Rummel describe estas campañas como:

"Luego estaba el proceso de reclutamiento. Este fue un asunto mortal en el que los hombres fueron secuestrados para el ejército, detenidos indiscriminadamente por bandas de prensa o unidades del ejército entre los que estaban en las carreteras o en las ciudades y pueblos, o reunidos de otra manera. Muchos hombres, algunos muy jóvenes y viejos, murieron resistiendo o tratando de escapar. Una vez reunidos, se los ataría o encadenó y se los condujo, con poca comida o agua, a largas distancias hasta el campamento. A menudo morían o eran asesinados a lo largo del camino, a veces menos del 50 por ciento llegaba vivo al campo. Entonces el campo de reclutamiento no era mejor, con hospitales que se asemejaban a campos de concentración nazis como Buchenwald. Probablemente 3.081.000 murieron durante la Guerra Sino-Japonesa; probablemente otros 1.131.000 durante la Guerra Civil – 4.212.000 muertos en total. Solo durante el servicio militar obligatorio".